# 腹鱗斯氏脂䲁
腹鱗斯氏脂䲁（學名：Starksia lepicoelia），為輻鰭魚綱䲁形目脂䲁科斯氏脂䲁屬的一個種，分布於西大西洋巴哈馬及古巴海域，深度8至20公尺，本魚體長，扁平，頭鈍，眼、鼻孔和頸背觸鬚不分支，背鰭硬棘與鰭條之間有缺刻，雄魚第一臀鰭棘長與鰭的其餘部分分離，變為性器官，側線連續，前段拱起，後段直，側線鱗片15枚，頭、體灰褐色至紅褐色，體部有時有不明顯的窄淺色橫紋，體鱗各有一條短的深色橫帶，雄魚前鰓蓋骨後下角有一個大的深色斑點，有一個淺色斑點或窄的淺色橫帶從眼睛向下傾斜，雌魚嘴唇有交替的深色和淺色區域，雄魚嘴唇有明顯的深色橫帶或斑點，背鰭和臀鰭基部有一排小的深色斑點，背鰭和臀鰭外側呈暗色，有時臀鰭外側有一排小的深色斑點，背鰭硬棘19-20枚、背鰭軟條7-9枚、臀鰭硬棘2枚、臀鰭軟條16-18枚，體長可達3.4公分，棲息在珊瑚礁區，生活習性不明。